# Delly
Delly és una muntanya al districte de Cannanore, a l'estat de Kerala. El nom deriva del portuguès Monte d'Ely que al seu torn estava agafat de l'estat de Eli o Hely, vassall dels rages de Kolattiri. A la muntanya hi ha restes de fortificacions holandeses, franceses i britàniques. Fou la primera terra india que va veure Vasco de Gama. L'altura és només de 265 metres.